# 黄以周
黄 以周（こう いしゅう、Huang Yizhou、1828年 - 1899年）は、清末の儒学者。字は「元同」、号は「儆季」または「哉生」。

## 経歴
1828年、浙江省定海庁紫微郷（現在の舟山市定海区）生まれ。黄式三の子。1870年、挙人となる。はじめ浙江省分水県（現在の桐廬県）の訓導をしていたが、寧波知府宗源瀚に請われて弁志精舎を主宰した。その後江蘇学政黄体芳の創設した南菁書院で講師を15年間務めた。
学風は漢学・宋学にこだわらず、ただ三礼を追究するものであった。『礼書通故』100巻を著し、古代の礼制・学制・封国・官職・田賦・楽律・刑法・名称・卜占などを考察し、従来の注の誤謬を正した。その他の著作に『礼説』『礼説略』『礼易通詁』がある。